# Patagona gigas
El picaflor gigante del sur o colibrí gigante del sur (Patagona gigas) es una especie de ave apodiforme de la familia Trochilidae —los colibríes—, una de las dos pertenecientes al género Patagona. Es nativo de regiones andinas y adyacentes del sur oeste de América del Sur.

## Distribución y hábitat
Se distribuye en el centro y sur de Chile (desde Atacama hasta Concepción y Valdivia, ocasionalmente más al sur hasta Aisén) y adyacente centro oeste de Argentina (al sur hasta  Mendoza); las poblaciones sureñas migran hacia el noroeste de Argentina (Catamarca, Tucumán) en los inviernos australes. Es regularmente registrado en el verano en las  Sierras de Córdoba, en el centro de Argentina. Hacia el sur registrado también en Neuquén, Río Negro y Chubut.
Esta especie es considerada no poco común en sus hábitats naturales: los arroyos y laderas arbustivas, en Chile, en altitudes entre el nivel del mar y los 3800 m, pero principalmente por encima de los 1000 m. En Argentina entre los 1000 y 3000 m.

## Descripción
Este enorme picaflor, que mide entre 21 y 24 cm de longitud, es el más grande del mundo. Es de coloración verdosa por encima, llegando hasta la cola. Tiene una distintiva mancha blanca en la rabadilla. Posee una cola larga y ancha y un leve dimorfismo sexual, que se hace notar principalmente en la zonas inferiores; el macho es de color pardo por debajo, mientras que la hembra es gris, con un moteado negro en la garganta.

## Reproducción
Construye un nido a baja altura en ramas o arbustos grandes, expuesto y elaborado. Tiene forma de tacita. Emplea en la construcción pelos, lanas, materiales vegetales suaves, liados con telas de arañas. Externamente líquenes. La puesta es de dos huevos blancos.

## Alimentación
Con su pico moderadamente largo se alimenta del néctar de flores (utilizando su lengua) y de insectos. En Chile es uno de los principales polinizadores de las flores del chagual (Puya chilensis). También se ha registrado la ingesta regular y deliberada de minerales ricos en calcio por parte de esta especie, posiblemente debido a que es un elemento escaso en su dieta nectarívora.

## Sistemática

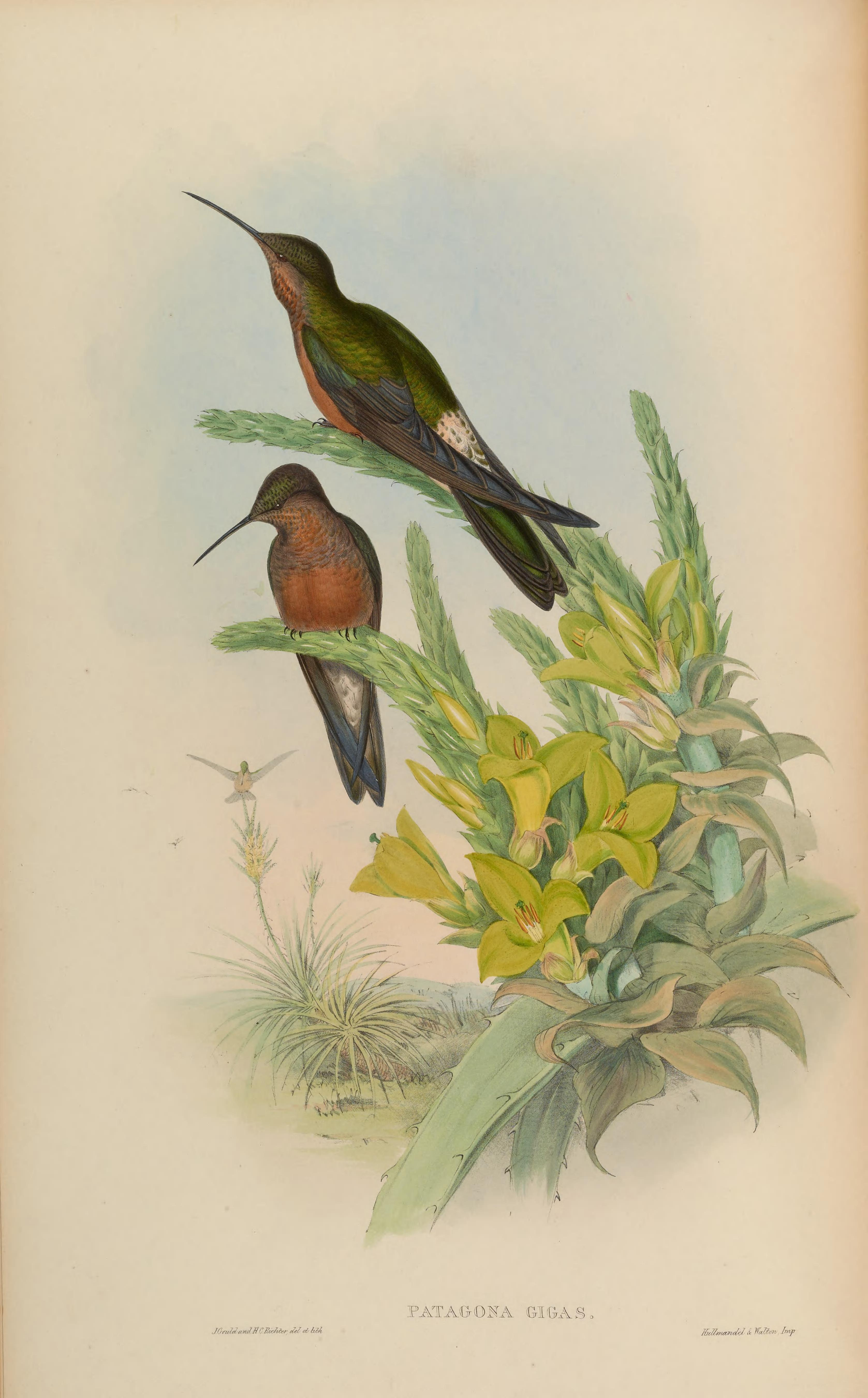
Patagona gigas, ilustración de Gould y Richter en A monograph of the Trochilidae, or family of humming-birds 4, 1861.

### Descripción original
La especie P. gigas fue descrita por primera vez por el naturalista francés Louis Pierre Vieillot en 1824 bajo el nombre científico Trochilus gigas; la localidad tipo dada: «Brasil», obviamente errada, restringida posteriormente para «Valparaíso, Chile».

### Etimología
El nombre genérico femenino «Patagona» proviene del nombre común en francés «Oiseau-mouche Patagon» o «Patagon» de Lesson (1829); y el nombre de la especie «gigas», en latín significa ‘gigante’.

### Taxonomía
El género Patagona fue tradicionalmente tratado como monotípico, siendo la presente la única especie, extendiéndose desde el suroeste de Colombia hasta el sur de Chile y Argentina, con dos subespecies, la nominal  y P. gigas peruviana. Recientemente, los análisis genómicos de Williamson et al. (2024) dan soporte a la separación en dos especies, donde se demuestra que divergieron entre 2,1 y 3,4 millones de años atrás, en el Plioceno tardío. Williamson y colegas consideraron a la especie norteña separada como siendo nueva para la ciencia, con el nombre binomial Patagona chaski. Sin embargo, Areta et al. (2024) demostraron que este taxón ya había sido descrito como Patagona peruviana por Boucard in 1893, por lo cual P. chaski es un sinónimo posterior de P. peruviana. La separación en dos especies no ha sido todavía adoptada por las mayores clasificaciones.